# Canal de Drusus

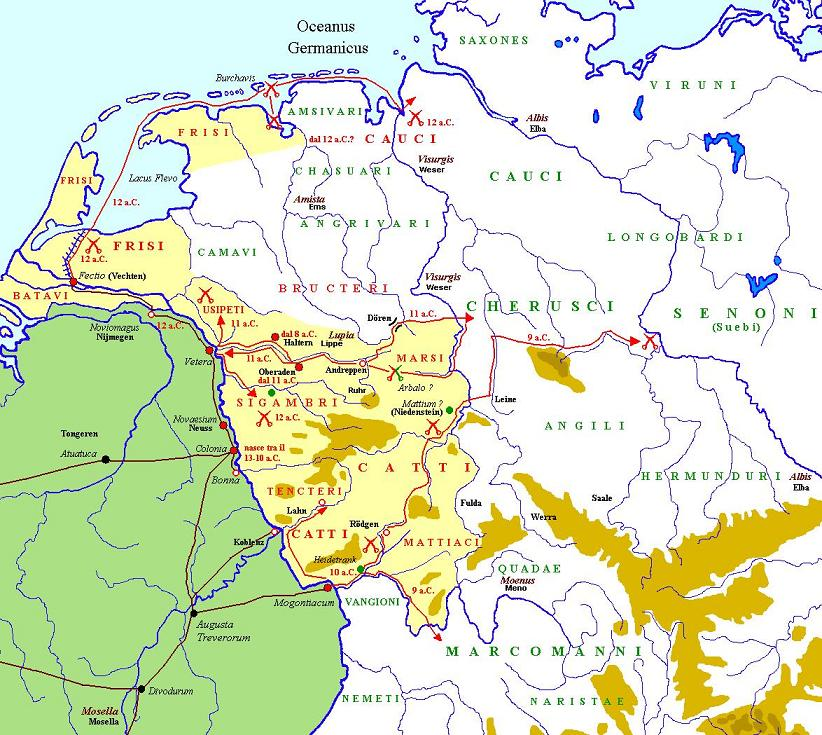
The Druze campaigns in Germany 12-9 BC

Le canal de Drusus a été construit à des fins militaires par Nero Claudius Drusus vers 12 av. J-C.
Il est supposé relier le Rhin au lac Flevo.
Son importance stratégique était importante pour lutter contre les attaques des Peuples germaniques vivant sur les côtes frisonnes et le long de l'estuaire de l'Elbe dans la baie Allemande. Il permettait aux troupes d'aller vers la Frise, en évitant les dangers de la mer du Nord. Drusus, fils de Germanicus, a utilisé le canal creusé par l'armée de son père dans une campagne militaire quelques décennies plus tard.
Plusieurs théories s'affrontent au sujet de son emplacement exact ; cela fait l'objet d'un débat entre historiens modernes, archéologues et géologues. Il peut avoir été situé dans les terres le long de la vallée de la rivière IJssel qui ne provenait pas encore du Rhin à l'époque romaine. D'autres pensent qu'il était plus à l'ouest, dans la zone lagunaire au nord d'Utrecht, l'un des nombreux postes romains frontaliers. Il aurait alors relié les lacs de la lagune aux branches locales du Rhin.

## Histoire
Son existence est citée dans les documents suivants :
- Suétone, Claude 2-4,
- Tacite, Annales II / 8.